# Dominik Mysterio
Dominik Gutiérrez vagy ismertebb nevén Dominik Mysterio (1997. április 5. -) profi pankrátor jelenleg szerződésben áll a WWE-vel, a Smackdown hivatalos pankrátora.

## Magánélete
Dominik Gutiérrez 1997. április 5-én született, Angie és Óscar Gutiérrez fia. Van egy húga akit Aalyah-nak hívnak.Dominik családja harmadik profi pankrátora, ugyanis apja Rey Mysterio és unokabátyja Rey Misterio Sr. is a WWE hivatalos szereplője.

## Pályafutása
Dominik 2020. augusztus 23-án debütált Seth Rollins elleni Street Fight mérkőzésen a 2020-as SummerSlam-en De előtte már találkoztak a Smackdown keretein belül, mivel Dominik bosszút állt Rollins-on az apja megsebesítése miatt. A 2021-es  WrestleMania Backlash  nevezetű eseményen apjával,  Rey Mysterio -val megnyerte a Smackdown Tag Team öveket  Dolph Ziggler  és  Robert Roode  ellenében, ezzel ők lettek a  WWE  történelmének első apa-fia tag team bajnokai.

## Fordítás
- Ez a szócikk részben vagy egészben  a   Dominik Mysterio című angol Wikipédia-szócikk fordításán alapul.  Az eredeti cikk szerkesztőit annak laptörténete sorolja fel. Ez a jelzés csupán a megfogalmazás eredetét és a szerzői jogokat jelzi, nem szolgál a cikkben szereplő információk forrásmegjelöléseként.